# Seeheim-Jugenheim

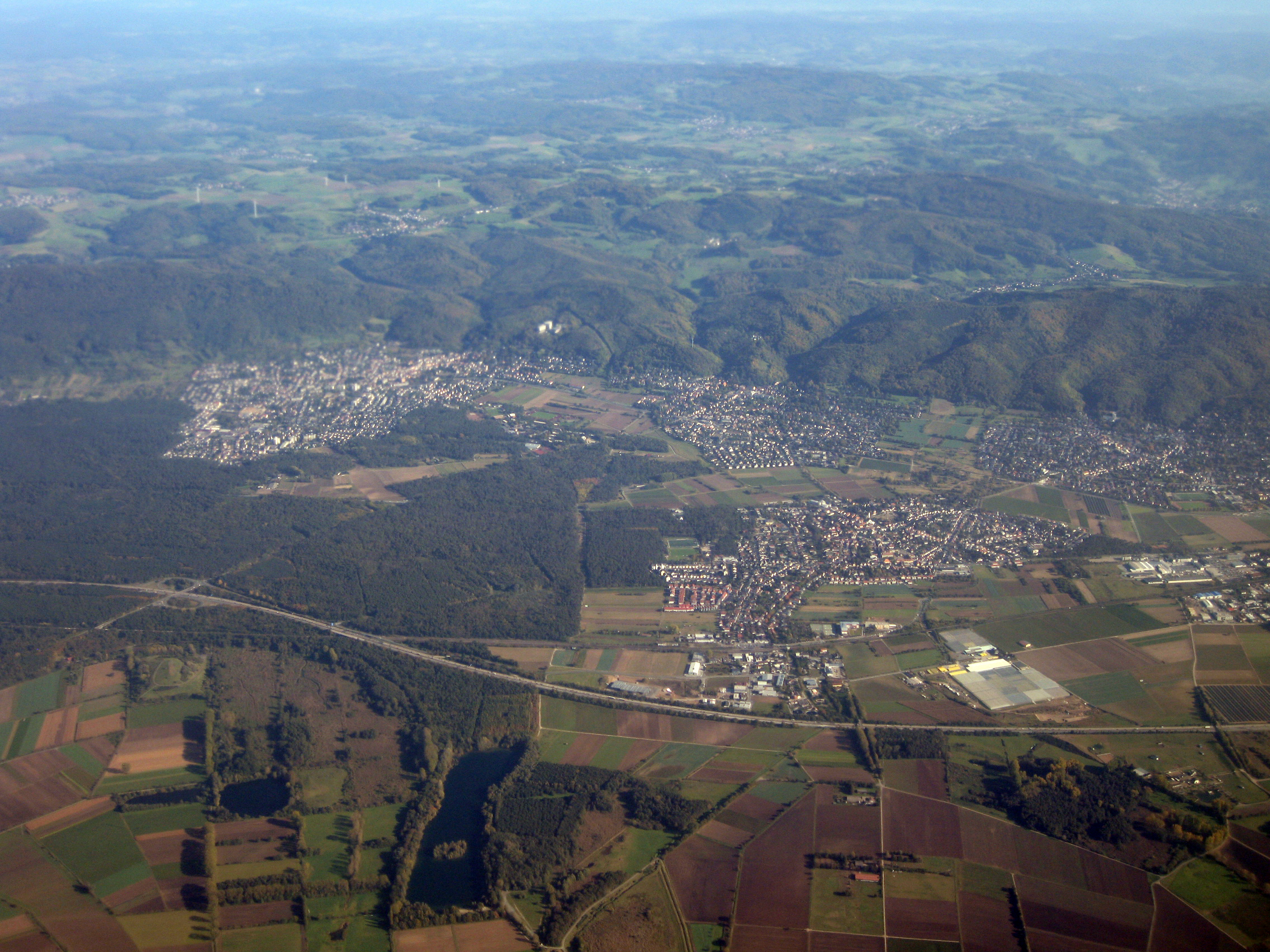
Seeheim-Jugenheim von Westen aus gesehen, im Vordergrund Bickenbach

Seeheim-Jugenheim ist eine Gemeinde an der Bergstraße im südhessischen Landkreis Darmstadt-Dieburg. Die Gemeinde ist der Tagungsort des Seeheimer Kreises der SPD.

## Geografie

### Nachbargemeinden
An Seeheim-Jugenheim grenzt im Nordwesten die Stadt Pfungstadt, im Norden die kreisfreie Stadt Darmstadt, im Osten die Gemeinden Mühltal und Modautal, im Südosten die Gemeinde Lautertal, im Süden die Stadt Bensheim (beide Landkreis Bergstraße), im Südwesten die Gemeinde Alsbach-Hähnlein sowie im Westen die Gemeinde Bickenbach.

### Gemeindegliederung
Ortsteile von Seeheim-Jugenheim (Stand: 31. Dezember 2017):
- Balkhausen (612 Ew., Gemarkung Balkhausen[3])
- Jugenheim (4.530 Ew., Gemarkung Jugenheim[4])
- Malchen (1.078 Ew., Gemarkung Malchen[5])
- Ober-Beerbach (1.185 Ew., Gemarkung Ober-Beerbach[6]) mit den Siedlungen Steigerts (89 Ew.) und Stettbach (143 Ew.)
- Seeheim (8.892 Ew.)

## Geschichte

### Gemeindebildung
Die Gemeinde Seeheim-Jugenheim entstand im Zuge der Gebietsreform in Hessen.
Bereits am 31. Dezember 1971 schlossen sich die Gemeinden Malchen und Ober-Beerbach freiwillig der Gemeinde Seeheim an. Ebenfalls am 31. Dezember 1971 wurde die Gemeinde Balkhausen auf freiwilliger Basis in die Gemeinde Jugenheim a. d. Bergstraße eingegliedert.
Die Gemeinde Seeheim-Jugenheim entstand dann am 1. Januar 1977 durch den Zusammenschluss der bis dahin selbständigen Gemeinden Seeheim und Jugenheim a. d. Bergstraße kraft Landesgesetz zunächst unter dem Namen Seeheim. Seit dem 1. Januar 1978 trägt die Gemeinde den Namen Seeheim-Jugenheim.
Für die ehemals eigenständigen Gemeinden Balkhausen, Malchen und Ober-Beerbach wurden Ortsbezirke mit Ortsbeirat und Ortsvorsteher nach der Hessischen Gemeindeordnung gebildet.

### Bevölkerung

#### Einwohnerstruktur 2011/2022
Nach den Erhebungen des Zensus 2011/Zensus 2022 lebten am Stichtag, dem 9. Mai 2011 / 15. Mai 2022, in Seeheim-Jugenheim 15.758/16.361 Einwohner. Darunter waren 1125/2073 (7,1 %) / (12,7 %) Ausländer, von denen 598 / 847 aus dem EU-Ausland, 256/463 aus anderen europäischen Ländern und 270/466 aus anderen Staaten kamen./ Von den deutschen Einwohnern hatten 8,7 %/? einen Migrationshintergrund./ Nach dem Lebensalter waren 2502/2794 Einwohner unter 18 Jahren, 5788/5206 zwischen 18 und 49, 3420/4079 zwischen 50 und 64 und 4047/4286 Einwohner waren älter./ Die Einwohner lebten in 7127/4516 Haushalten. Davon waren 2321/? Singlehaushalte, 2215/2156 Paare ohne Kinder und 1898/1796 Paare mit Kindern, sowie 542/560 Alleinerziehende und 156/? Wohngemeinschaften./ In 1847/913 Haushalten lebten ausschließlich Senioren und in 4426/2908 Haushaltungen lebten keine Senioren./

#### Einwohnerentwicklung
| Seeheim-Jugenheim: Einwohnerzahlen von 1973 bis 2022                                  | Seeheim-Jugenheim: Einwohnerzahlen von 1973 bis 2022 | Seeheim-Jugenheim: Einwohnerzahlen von 1973 bis 2022 | Seeheim-Jugenheim: Einwohnerzahlen von 1973 bis 2022 | Seeheim-Jugenheim: Einwohnerzahlen von 1973 bis 2022 |
| ------------------------------------------------------------------------------------- | ---------------------------------------------------- | ---------------------------------------------------- | ---------------------------------------------------- | ---------------------------------------------------- |
| Jahr                                                                                  |                                                      |                                                      |                                                      | Einwohner                                            |
| 1973                                                                                  | 1973                                                 |                                                      | 14.158                                               | 14.158                                               |
| 1975                                                                                  | 1975                                                 |                                                      | 14.459                                               | 14.459                                               |
| 1980                                                                                  | 1980                                                 |                                                      | 16.004                                               | 16.004                                               |
| 1985                                                                                  | 1985                                                 |                                                      | 16.406                                               | 16.406                                               |
| 1990                                                                                  | 1990                                                 |                                                      | 16.497                                               | 16.497                                               |
| 1995                                                                                  | 1995                                                 |                                                      | 16.484                                               | 16.484                                               |
| 2000                                                                                  | 2000                                                 |                                                      | 16.415                                               | 16.415                                               |
| 2005                                                                                  | 2005                                                 |                                                      | 16.251                                               | 16.251                                               |
| 2010                                                                                  | 2010                                                 |                                                      | 15.860                                               | 15.860                                               |
| 2011                                                                                  | 2011                                                 |                                                      | 15.758                                               | 15.758                                               |
| 2015                                                                                  | 2015                                                 |                                                      | 16.218                                               | 16.218                                               |
| 2020                                                                                  | 2020                                                 |                                                      | 16.471                                               | 16.471                                               |
| 2022                                                                                  | 2022                                                 |                                                      | 16.361                                               | 16.361                                               |
| Quellen: LAGIS; Hessisches Statistisches Informationssystem; Zensus 2011; Zensus 2022 |                                                      |                                                      |                                                      |                                                      |

#### Erwerbstätigkeit
Die Gemeinde im Vergleich mit Landkreis, Regierungsbezirk Darmstadt und Hessen:
|                                                   | Jahr | Gemeinde | Landkreis | Regierungsbezirk | Hessen    |
| ------------------------------------------------- | ---- | -------- | --------- | ---------------- | --------- |
| Sozialversicherungspflichtig Beschäftigte         | 2017 | 2.610    | 74.525    | 1.695.567        | 2.524.156 |
| Veränderung zu                                    | 2000 | +3,8 %   | +21,1 %   | +16,1 %          | +16,0 %   |
| davon Vollzeit                                    | 2017 | 56,1 %   | 68,3 %    | 72,8 %           | 71,8 %    |
| davon Teilzeit                                    | 2017 | 43,9 %   | 31,7 %    | 27,2 %           | 28,2 %    |
| Ausschließlich geringfügig entlohnte Beschäftigte | 2017 | 831      | 15.305    | 224.267          | 372.991   |
| Veränderung zu                                    | 2000 | +5,3 %   | +14,4 %   | +9,0 %           | +8,8 %    |

| Branche                         | Jahr | Gemeinde | Landkreis | Regierungsbezirk | Hessen |
| ------------------------------- | ---- | -------- | --------- | ---------------- | ------ |
| Produzierendes Gewerbe          | 2000 | 22,2 %   | 41,1 %    | 27,0 %           | 30,6 % |
|                                 | 2017 | 19,7 %   | 31,3 %    | 20,4 %           | 24,3 % |
| Handel, Gastgewerbe und Verkehr | 2000 | 25,5 %   | 26,1 %    | 26,4 %           | 25,1 % |
|                                 | 2017 | 23,2 %   | 26,8 %    | 24,7 %           | 23,8 % |
| Unternehmensdienstleistungen    | 2000 | 11,3 %   | 11,6 %    | 25,1 %           | 20,2 % |
|                                 | 2017 | 15,6 %   | 17,1 %    | 31,6 %           | 26,1 % |
| Sonstige Dienstleistungen       | 2000 | 40,3 %   | 18,8 %    | 20,1 %           | 22,5 % |
|                                 | 2017 | 41,2 %   | 23,6 %    | 23,0 %           | 25,4 % |
| Sonstiges (bzw. ohne Zuordnung) | 2000 | 00,7 %   | 02,4 %    | 01,4 %           | 01,5 % |
|                                 | 2017 | 00,8 %   | 00,3 %    | 00,3 %           | 00,4 % |

#### Historische Religionszugehörigkeit
| • 1987: | 9394 evangelische (= 58,84 %), 3139 katholische (= 19,66 %), 3432 sonstige (= 21,50 %) Einwohner |
| • 2011: | 6700 evangelische (= 42,52 %), 3080 katholische (= 19,55 %), 5980 sonstige (= 37,95 %) Einwohner |
| • 2022: | 5146 evangelische (= 31,5 %), 2378 katholische (= 14,5 %), 8840 sonstige (= 54,0 %) Einwohner    |

## Politik

### Gemeindevertretung
Die Kommunalwahl am 14. März 2021 lieferte folgendes Ergebnis, in Vergleich gesetzt zu früheren Kommunalwahlen:
| Sitzverteilung in der Gemeindevertretung 2021Insgesamt 37 Sitze - Linke: 1 - SPD: 8 - Grüne: 13 - FDP: 4 - CDU: 11 | Parteien und Wählergemeinschaften | Parteien und Wählergemeinschaften           | % 2021 | Sitze 2021 | % 2016 | Sitze 2016 | % 2011 | Sitze 2011 | % 2006 | Sitze 2006 | % 2001 | Sitze 2001 |
| Sitzverteilung in der Gemeindevertretung 2021Insgesamt 37 Sitze - Linke: 1 - SPD: 8 - Grüne: 13 - FDP: 4 - CDU: 11 | CDU                               | Christlich Demokratische Union Deutschlands | 30,0   | 11         | 30,6   | 11         | 32,4   | 12         | 41,5   | 15         | 33,2   | 12         |
| Sitzverteilung in der Gemeindevertretung 2021Insgesamt 37 Sitze - Linke: 1 - SPD: 8 - Grüne: 13 - FDP: 4 - CDU: 11 | GRÜNE                             | Bündnis 90/Die Grünen                       | 34,0   | 13         | 28,0   | 11         | 35,9   | 13         | 21,6   | 8          | 18,1   | 7          |
| Sitzverteilung in der Gemeindevertretung 2021Insgesamt 37 Sitze - Linke: 1 - SPD: 8 - Grüne: 13 - FDP: 4 - CDU: 11 | SPD                               | Sozialdemokratische Partei Deutschlands     | 21,9   | 8          | 28,0   | 10         | 26,6   | 10         | 30,1   | 11         | 40,3   | 15         |
| Sitzverteilung in der Gemeindevertretung 2021Insgesamt 37 Sitze - Linke: 1 - SPD: 8 - Grüne: 13 - FDP: 4 - CDU: 11 | FDP                               | Freie Demokratische Partei                  | 11,3   | 4          | 13,4   | 5          | 5,0    | 2          | 6,8    | 3          | 8,4    | 3          |
| Sitzverteilung in der Gemeindevertretung 2021Insgesamt 37 Sitze - Linke: 1 - SPD: 8 - Grüne: 13 - FDP: 4 - CDU: 11 | LINKE                             | Die Linke                                   | 2,8    | 1          | –      | –          | –      | –          | –      | –          | –      | –          |
| Sitzverteilung in der Gemeindevertretung 2021Insgesamt 37 Sitze - Linke: 1 - SPD: 8 - Grüne: 13 - FDP: 4 - CDU: 11 | gesamt                            | gesamt                                      | 100,0  | 37         | 100,0  | 37         | 100,0  | 37         | 100,0  | 37         | 100,0  | 37         |
| Sitzverteilung in der Gemeindevertretung 2021Insgesamt 37 Sitze - Linke: 1 - SPD: 8 - Grüne: 13 - FDP: 4 - CDU: 11 | Wahlbeteiligung in %              | Wahlbeteiligung in %                        | 57,9   | 57,9       | 51,2   | 51,2       | 54,3   | 54,3       | 47,2   | 47,2       | 55,0   | 55,0       |

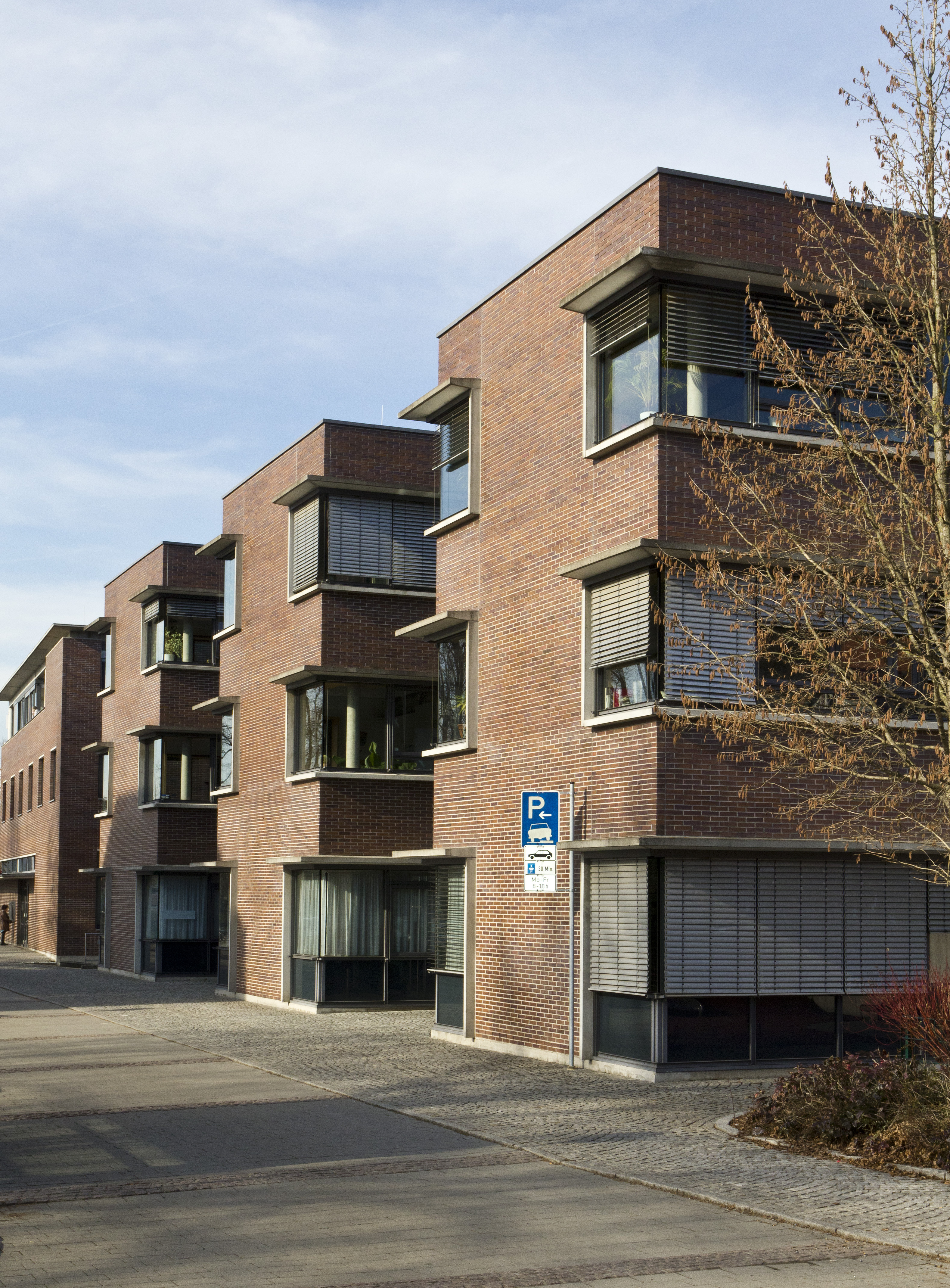
Gemeindeverwaltung

Die Kinder und Jugendlichen in der Gemeinde sollen durch ein Jugendparlament vertreten werden. Dieses soll alle zwei Jahre neu gewählt und soll aus maximal 13 Jugendlichen im Alter von 12 bis 20 Jahren bestehen. Das Jugendparlament hat in allen Ausschüssen, deren Fachthemen Kinder und Jugendliche betreffen, ein Rede- und Antragsrecht. Seit 2010 ist das Jugendparlament inaktiv, da die Mitarbeiter der Jugendförderung der Gemeinde nicht genügend Kinder und Jugendliche für ein Jugendparlament gefunden haben.

### Bürgermeister
Nach der hessischen Kommunalverfassung wird der Bürgermeister für eine sechsjährige Amtszeit gewählt, seit dem Jahr 1993 in einer Direktwahl, und ist Vorsitzender des Gemeindevorstands, dem in der Gemeinde Seeheim-Jugenheim neben dem Bürgermeister ehrenamtlich ein Erster Beigeordneter und acht weitere Beigeordnete angehören. Bürgermeisterin ist seit dem 26. April 2024 Birgit Kannegießer (SPD), die in der Kommunalpolitik zuletzt Fraktionsvorsitzende ihrer Partei war. Sie setzte sich am 5. November 2023 in einer Stichwahl, die der Amtsinhaber Alexander Kreissl (CDU) für seine zweite Amtszeit verfehlte, bei 50,39 Prozent Wahlbeteiligung mit 59,64 Prozent der Stimmen durch.
Amtszeiten der Bürgermeister
- 2024–2030 Birgit Kannegießer (SPD)[32]
- 2018–2024 Alexander Kreissl (CDU)[33]
- 2006–2018 Olaf Kühn (CDU)[36]
- 2000–2006 Brigitte Kruza (SPD)
- 1995–1999 Frank Cornelius (SPD)[37]
- 1983–1995 Robert Müller (SPD)[38]

| Jahr           | Wahlbeteiligung in % | Kandidaten              | Partei | Stimmen in % |
| -------------- | -------------------- | ----------------------- | ------ | ------------ |
| 2023 Stichwahl | 50,39                | Birgit Kannegießer      | SPD    | 59,64        |
| 2023 Stichwahl | 50,39                | Katja Ebert             | GRÜNE  | 40,36        |
| 2023           | 70,18                | Birgit Kannegießer      | SPD    | 38,28        |
| 2023           | 70,18                | Katja Ebert             | GRÜNE  | 31,01        |
| 2023           | 70,18                | Alexander Kreissl       | CDU    | 30,72        |
| 2017 Stichwahl | 43,8                 | Alexander Kreissl       | CDU    | 50,3         |
| 2017 Stichwahl | 43,8                 | Hans-Jürgen Wickenhöfer | SPD    | 49,7         |
| 2017           | 46,2                 | Alexander Kreissl       | CDU    | 34,0         |
| 2017           | 46,2                 | Hans-Jürgen Wickenhöfer | SPD    | 28,7         |
| 2017           | 46,2                 | Torsten Leveringhaus    | GRÜNE  | 21,4         |
| 2017           | 46,2                 | Anja D. Vogt            | FDP    | 15,9         |
| 2011           | 49,9                 | Olaf Kühn               | CDU    | 72,2         |
| 2011           | 49,9                 | Claudia Schlipf-Traup   | GRÜNE  | 27,8         |
| 2005           | 56,9                 | Olaf Kühn               | CDU    | 50,6         |
| 2005           | 56,9                 | Brigitte Kruza          | SPD    | 33,1         |
| 2005           | 56,9                 | Walter Sydow            | GRÜNE  | 16,2         |
| 2000 Stichwahl | 54,1                 | Brigitte Kruza          | SPD    | 53,4         |
| 2000 Stichwahl | 54,1                 | Michael Zanger          | CDU    | 46,6         |
| 2000           | 58,7                 | Brigitte Kruza          | SPD    | 48,1         |
| 2000           | 58,7                 | Michael Zanger          | CDU    | 37,8         |
| 2000           | 58,7                 | Walter Sydow            | GRÜNE  | 14,1         |

### Ortsbezirke
Folgende Ortsbezirke mit Ortsbeirat und Ortsvorsteher nach der Hessischen Gemeindeordnung gibt es im Gemeindegebiet:
- Ortsbezirk Balkhausen (Gebiete der ehemaligen Gemeinde Balkhausen). Der Ortsbeirat besteht aus fünf Mitgliedern.
- Ortsbezirk Malchen (Gebiete der ehemaligen Gemeinde Malchen). Der Ortsbeirat besteht aus sieben Mitgliedern.
- Ortsbezirk Ober-Beerbach (Gebiete der ehemaligen Gemeinde Ober-Beerbach). Der Ortsbeirat besteht aus neun Mitgliedern.

### Wappen und Flagge
Wappen

Blasonierung: „In Rot und Blau ein gestürzter goldener Sparren, oben in Rot ein silberner Stern, vorne in Blau ein silbernes Hufeisen, hinten in Blau ein silbernes Rebmesser.“
Das Wappen wurde der Gemeinde Seeheim-Jugenheim im Landkreis Darmstadt-Dieburg am 14. November 1978 durch den Hessischen Innenminister genehmigt.
Gestaltet wurde es durch den Bad Nauheimer Heraldiker Heinz Ritt.
Das Wappen wurde nach der Vereinigung von Seeheim und Jugenheim im Jahre 1977 neu geschaffen.
Der Stern stammt aus dem Seeheimer Wappen und weist auf die frühere Zugehörigkeit zur Grafschaft Erbach, das Rebmesser steht für den Weinbau und war im Seeheimer und ehemaligen Jugenheimer Wappen enthalten. Das aus dem Jugenheimer Wappen kommende Hufeisen weist auf die zahlreichen Mühlen hin, die ihr Mahlgut mit Pferdegespannen angeliefert bekamen.
Flagge
Die Flagge wurde der Gemeinde am 30. August 1983 vom hessischen Innenminister genehmigt und wird wie folgt beschrieben:
„Auf weißer Mittelbahn zwischen zwei blauen Randstreifen in der oberen Hälfte aufgelegt das Gemeindewappen.“

### Städtepartnerschaften
- Villenave-d’Ornon, Département Gironde, Frankreich, seit 1982
- Kosmonosy, Tschechische Republik, seit 1997
- Ceregnano, Italien, seit 2008
- Freundschaftsvereinbarung mit Karlowo, Bulgarien, seit Februar 2018[42][43]

## Kultur und Sehenswürdigkeiten

### Bauwerke

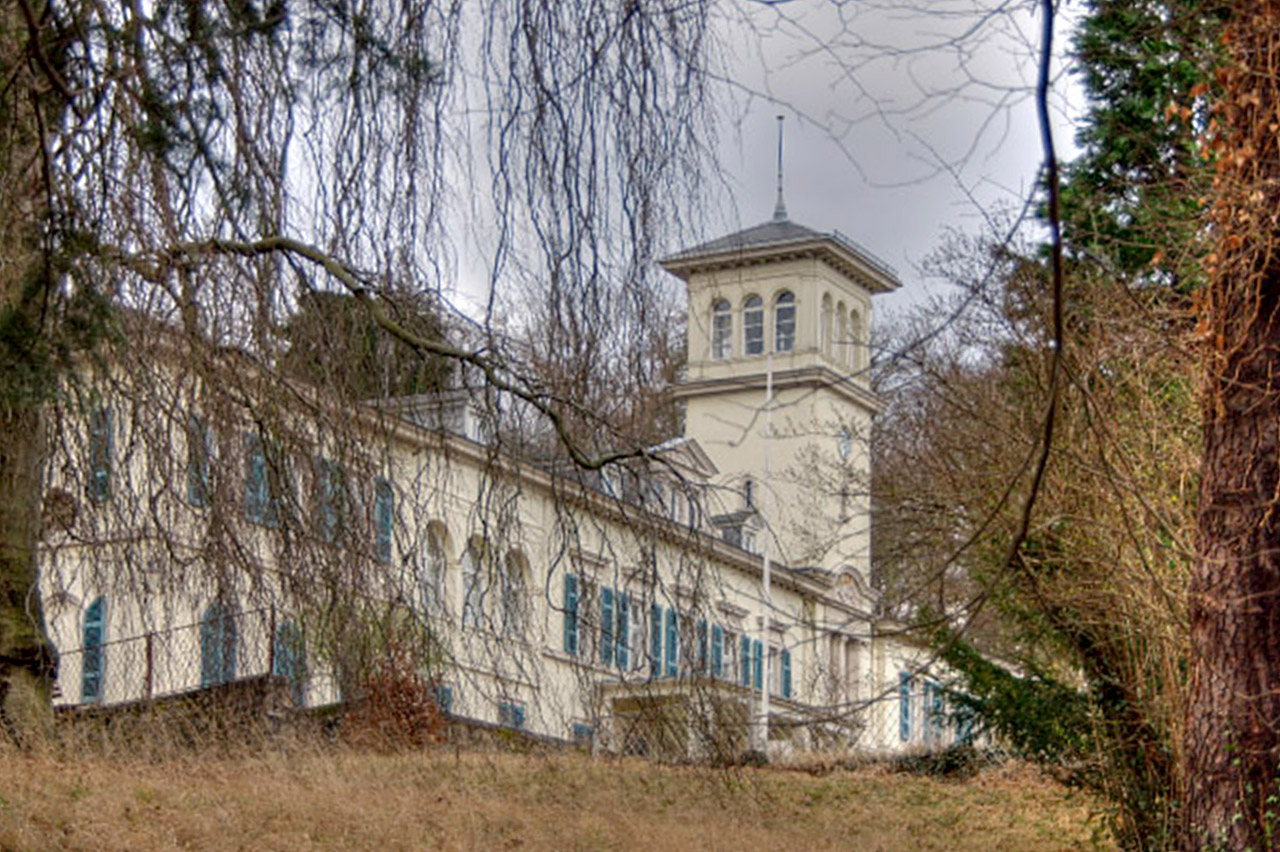
Schloss Heiligenberg

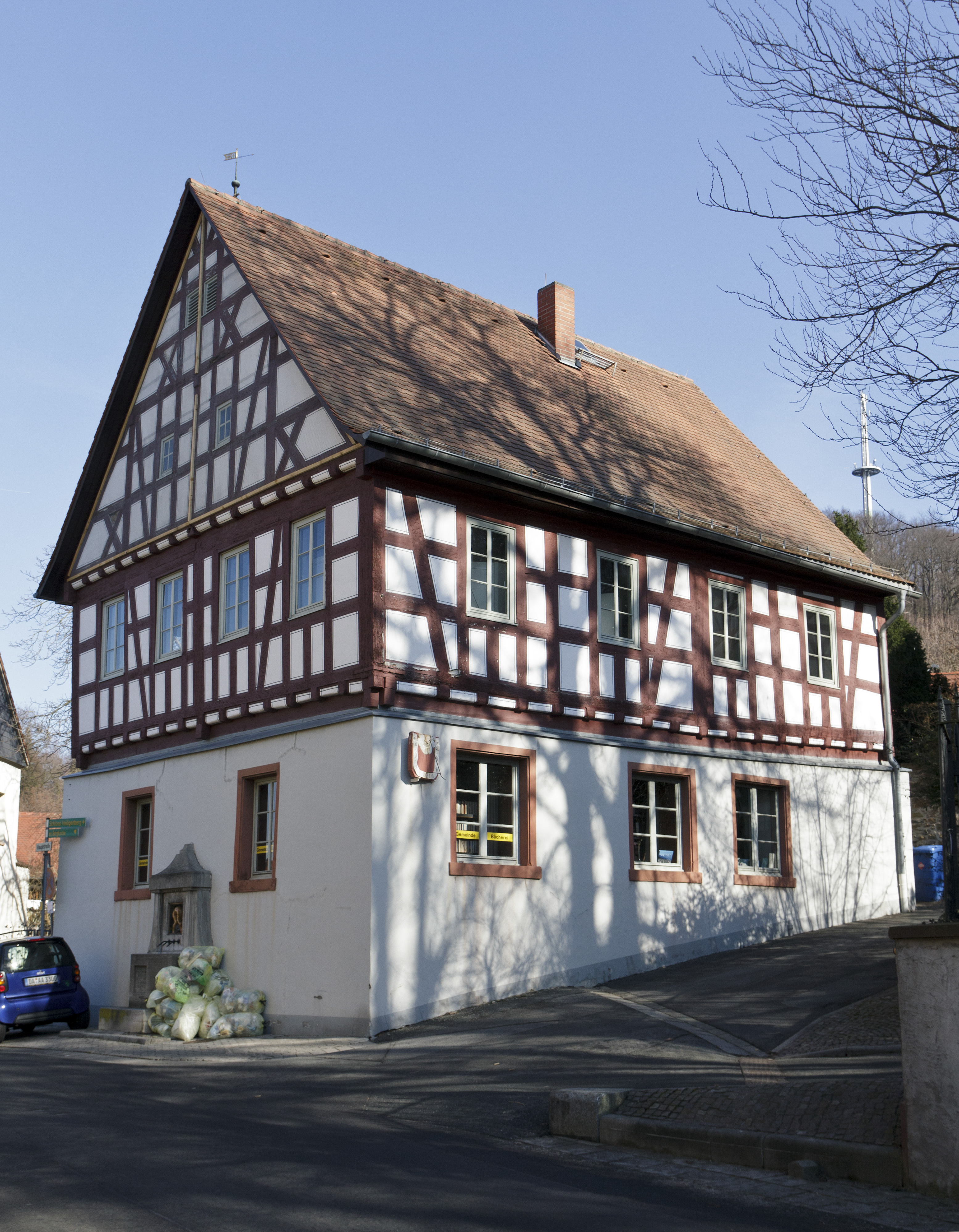
Altes Rathaus in Jugenheim

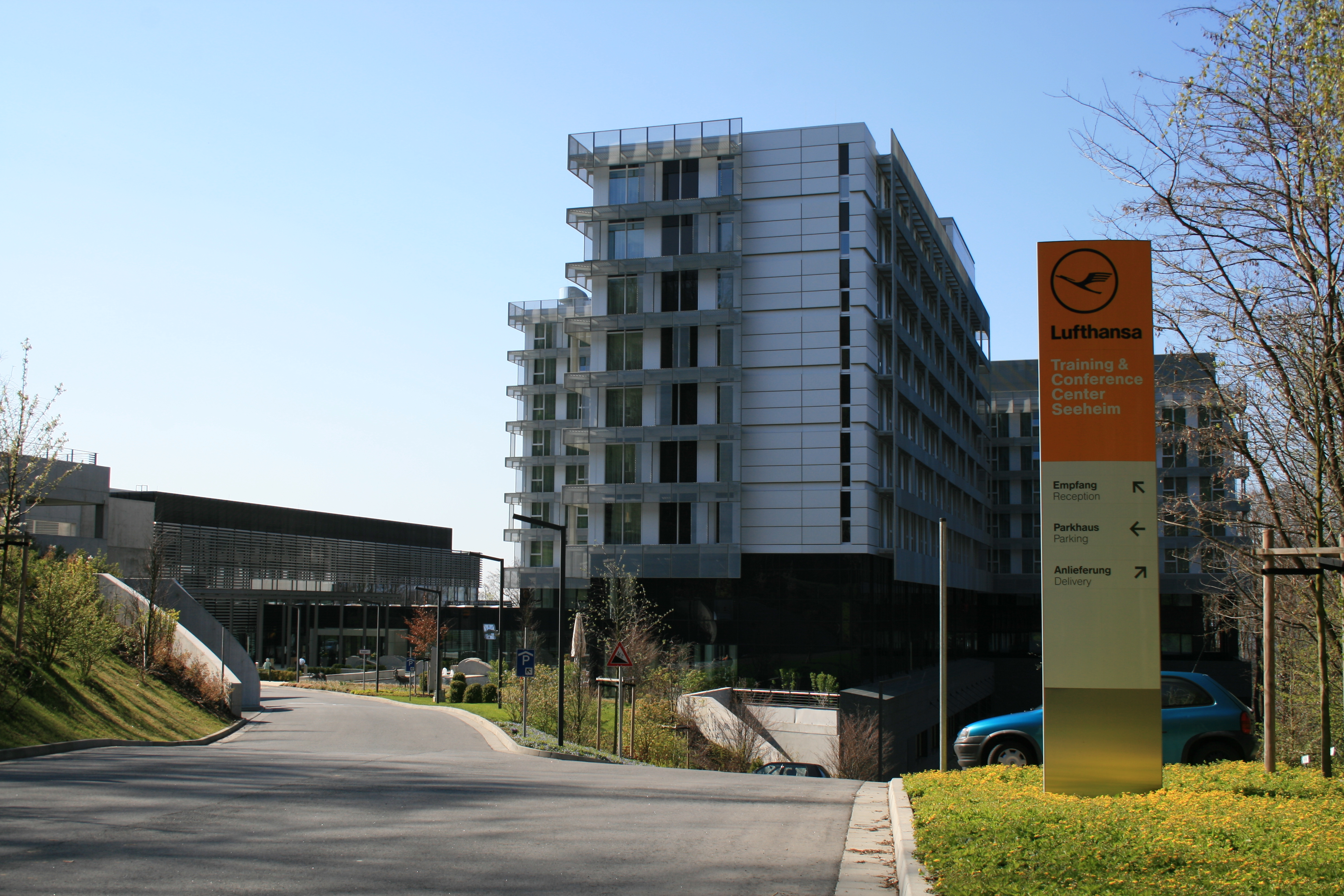
Lufthansa Seeheim

- Schloss Heiligenberg, östlich von Jugenheim am Rande des Odenwaldes gelegen, ist der Stammsitz des Hauses Battenberg-Mountbatten mit seinen weitreichenden verwandtschaftlichen Beziehungen zu europäischen Adelsdynastien bis hin zum heutigen englischen Königshaus. Der Architekt Georg Moller baute zwischen 1862 und 1867 ein Landgut inmitten von Weinbergen und Obstanlagen zum Schloss um. Im ausgehenden 19. Jahrhundert diente es mehrmals als Sommerresidenz des russischen Zaren. Der Park ist seit 2008 in Betreuung durch eine Stiftung,[44] die von der „Deutsche Stiftung Denkmalschutz“ betreut wird. Erste Arbeiten zur Wiederherstellung des Parks sind im Jahr 2010 angelaufen.
- Die Klosterruine Heiligenberg: Überrest eines hochmittelalterlichen Klosters auf dem Heiligenberg unterhalb des Schlosses. Das heutige Erscheinungsbild resultiert aus einem Wiederaufbau als romantische Ruine im Jahre 1830.
- Burg Tannenberg, Fundort der ältesten Handfeuerwaffe, der „Tannenburgbüchse“, sowie erste durch Kanonen zerstörte Burganlage.
- Burgruine Jossa auf dem Dagsberg
- Altes Rathaus, erbaut im Jahr 1599.
- Altes Amtshaus, Grundsteinlegung sofort nach der Zerstörung der Tannenburg (1399), um 1560 baulicher Höhepunkt, Amtshaus des Erbach Hof- und Zehntverwalters bis 1714, danach Verkauf an Hessen. Die Kellerei, wie der ganze Komplex ursprünglich hieß, bestand aus Wohngebäuden, Keller, Zehntscheuer, einem separaten Weinkeller, geeigneten Wirtschaftsgebäuden sowie Stallungen. Dieses Haus ist Geburts- und Wirkungsstätte bedeutender Persönlichkeiten.
- Sieben Häuser überstanden den Dreißigjährigen Krieg und stehen heute unter Denkmalschutz.
- Das Schuldorf Bergstraße wurde 1954 als erste Gesamtschule Deutschlands erbaut. Auf dem weitläufigen Schulgelände befinden sich einige architektonisch und in ihrem pädagogischen Konzept einmalige Schulbauten, so bspw. die Wabenbauten und die ensembleartig gestaltete Freilichtbühne zusammen mit der Aula des Schuldorfs. Die Ursprungsbauten aus den 1950er Jahren stehen seit einigen Jahren unter Denkmalschutz. Die Schule wurde in den vergangenen Jahrzehnten bis in die heutige Zeit kontinuierlich erweitert. Die neueste Entwicklung ist die Schuldorf Bergstraße State International School. Der Grundstein für eine weiterführende Internationale Schule wurde im Frühjahr 2009 gelegt.
- Die Seeheimer und Jugenheimer Kirche mit ihren Schenkungen des Hauses Hessen-Darmstadt und des Hauses Battenberg, sowie die Balkhäuser Kapelle aus dem 15. Jahrhundert.
- Das Tagungshotel Lufthansa Seeheim. Dort traf sich von 1978 bis 1984 ein vier Jahre zuvor gegründeter Arbeitskreis aus SPD-Abgeordneten, der sich daher auch als „Seeheimer Kreis“ bezeichnet.
- Schloss Seeheim war einst Sommerresidenz des Großherzoglichen Hauses Hessen-Darmstadt. Es entstand in den Jahren 1831 bis 1834 unter Großherzog Ludwig II.
- Das Haus auf der Höhe wurde 1860 erbaut und 1904 vom Jugendstil-Architekten Heinrich Metzendorf erweitert. Es liegt inmitten eines gepflegten Parks mit weitem Ausblick über die Rheinebene und beherbergt das Museum Stangenberg Merck
- Die Synagoge Seeheim in Jugenheim wurde 1866/67 errichtet. Die profanierte Synagoge steht an der Schlossstraße 24 (frühere Anschrift Ludwigstraße 17; die Ludwigstraße hieß früher Bachgasse).

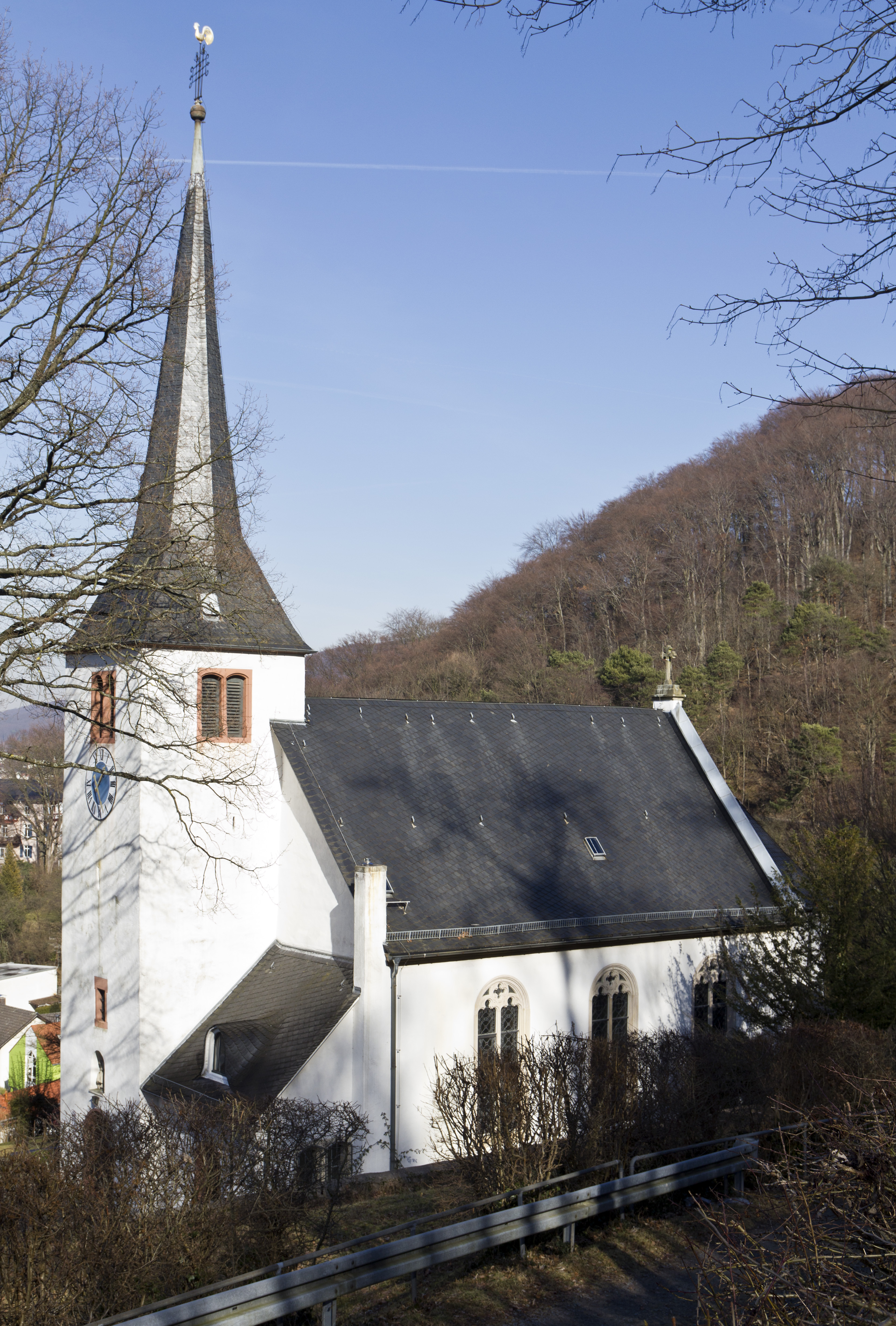
Evangelische Bergkirche in Jugenheim
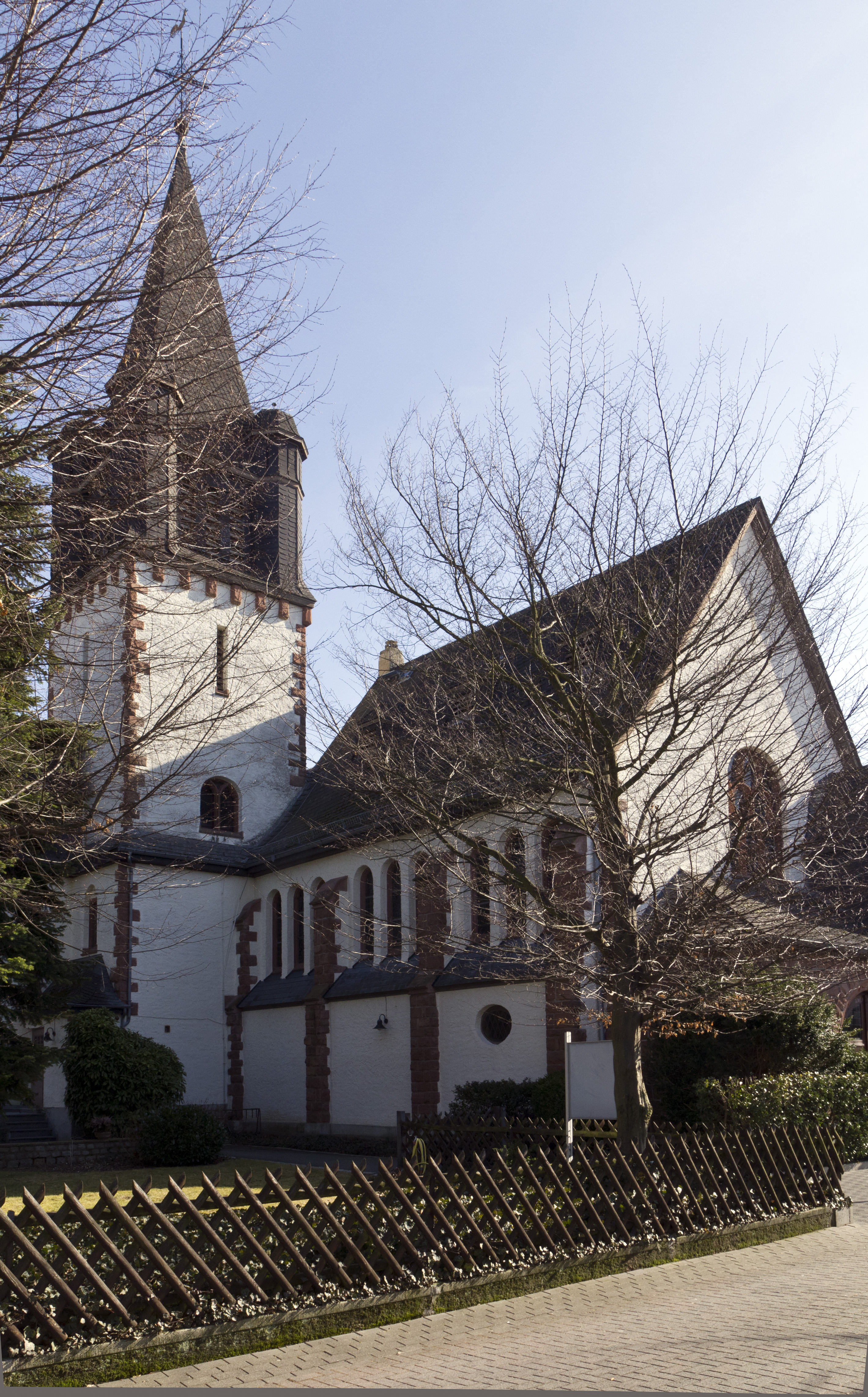
Katholische Kirche St. Bonifatius in Jugenheim
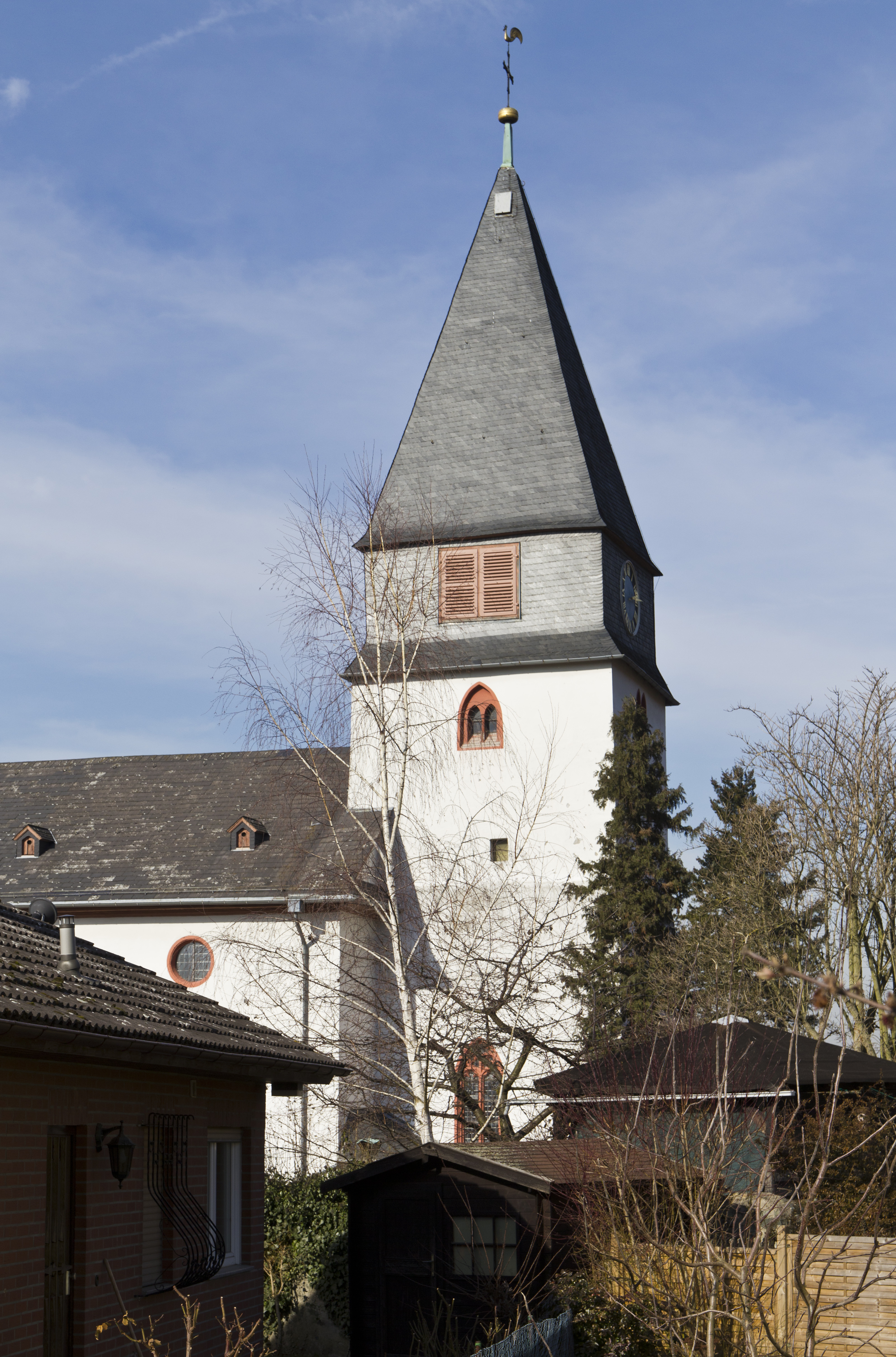
Evangelische Laurentiuskirche in Seeheim
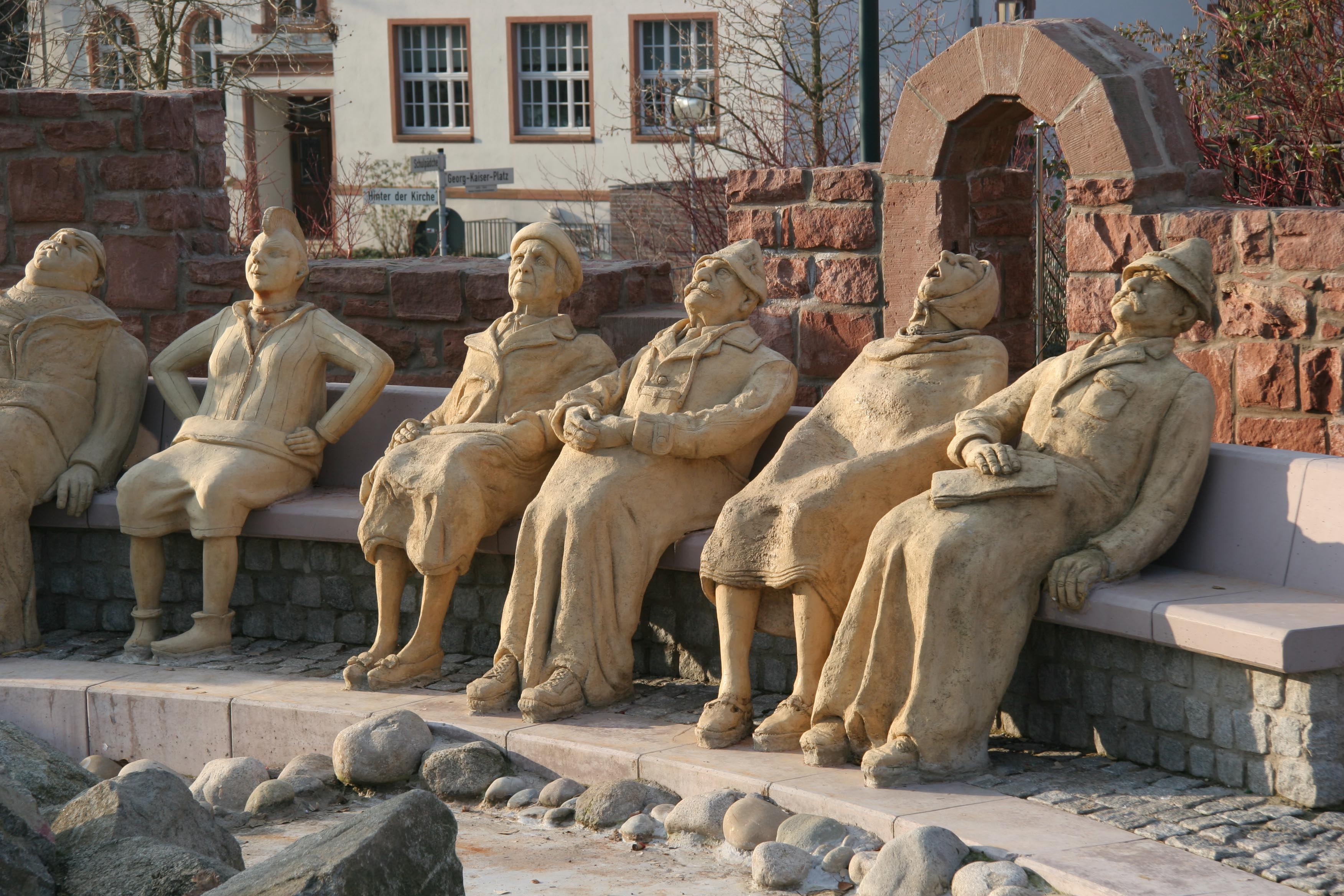
Seeheimer Halbkreis, Skulptur am Schulpädche in Seeheim
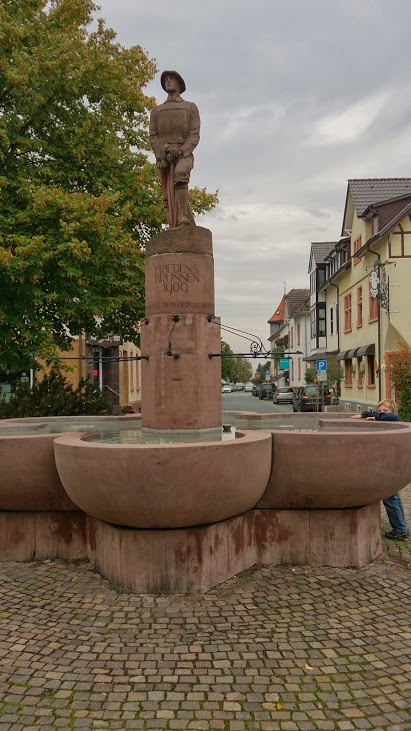
Brunnen in Jugenheim
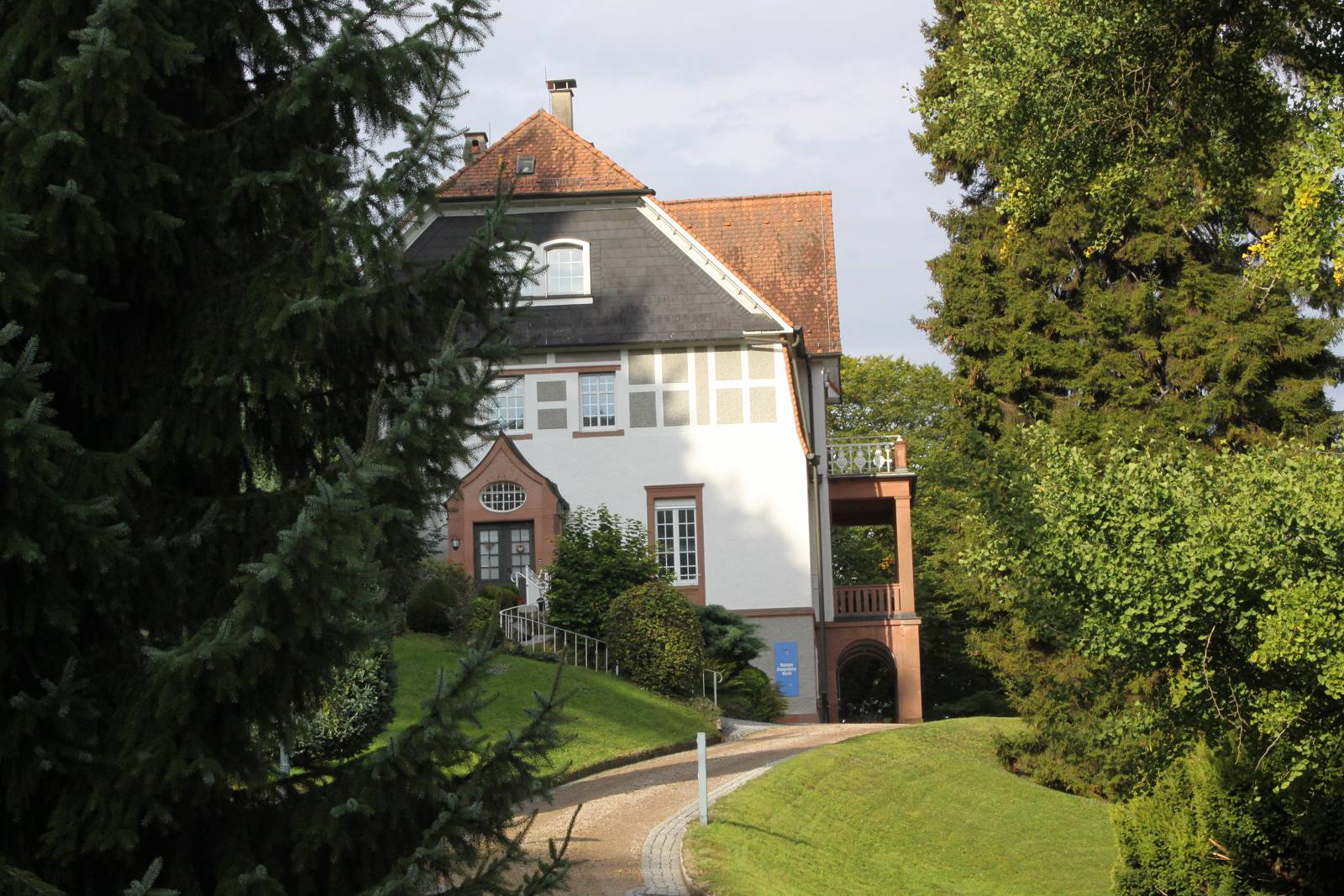
Museum Stangenberg–Merck in Seeheim-Jugenheim
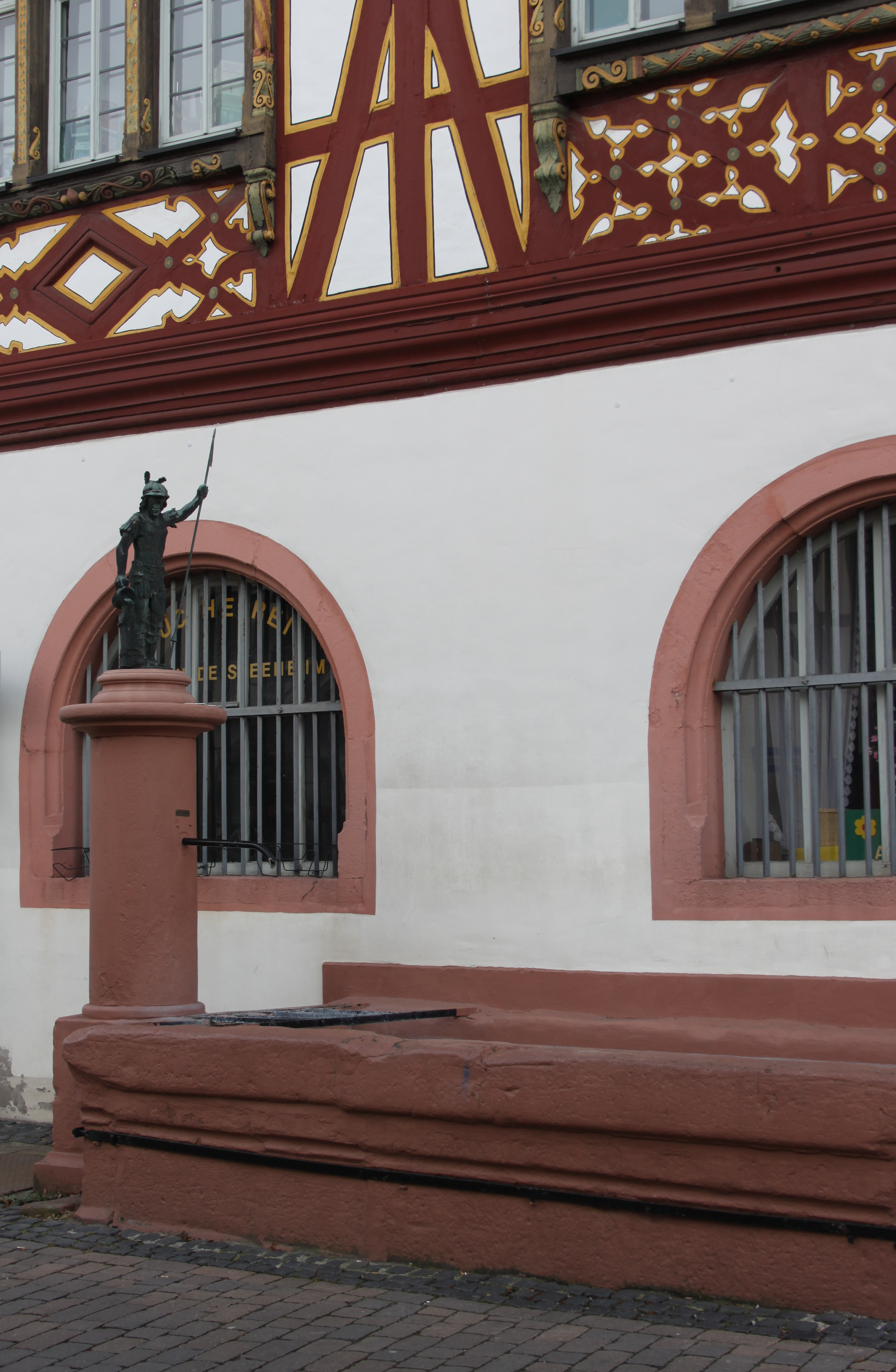
Brunnen vor dem Alten Rathaus in Seeheim
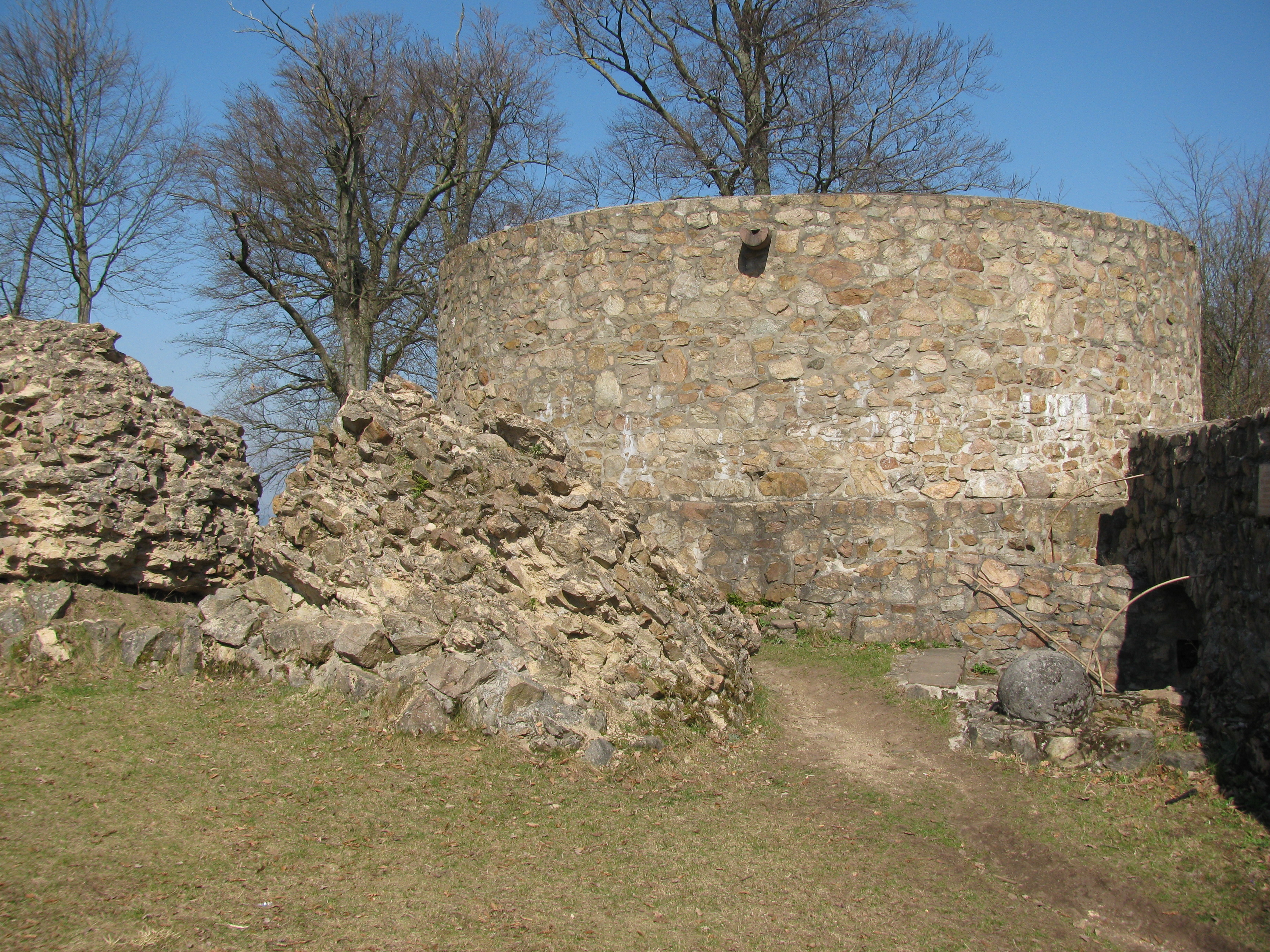
Burgruine Tannenberg, Bergfried
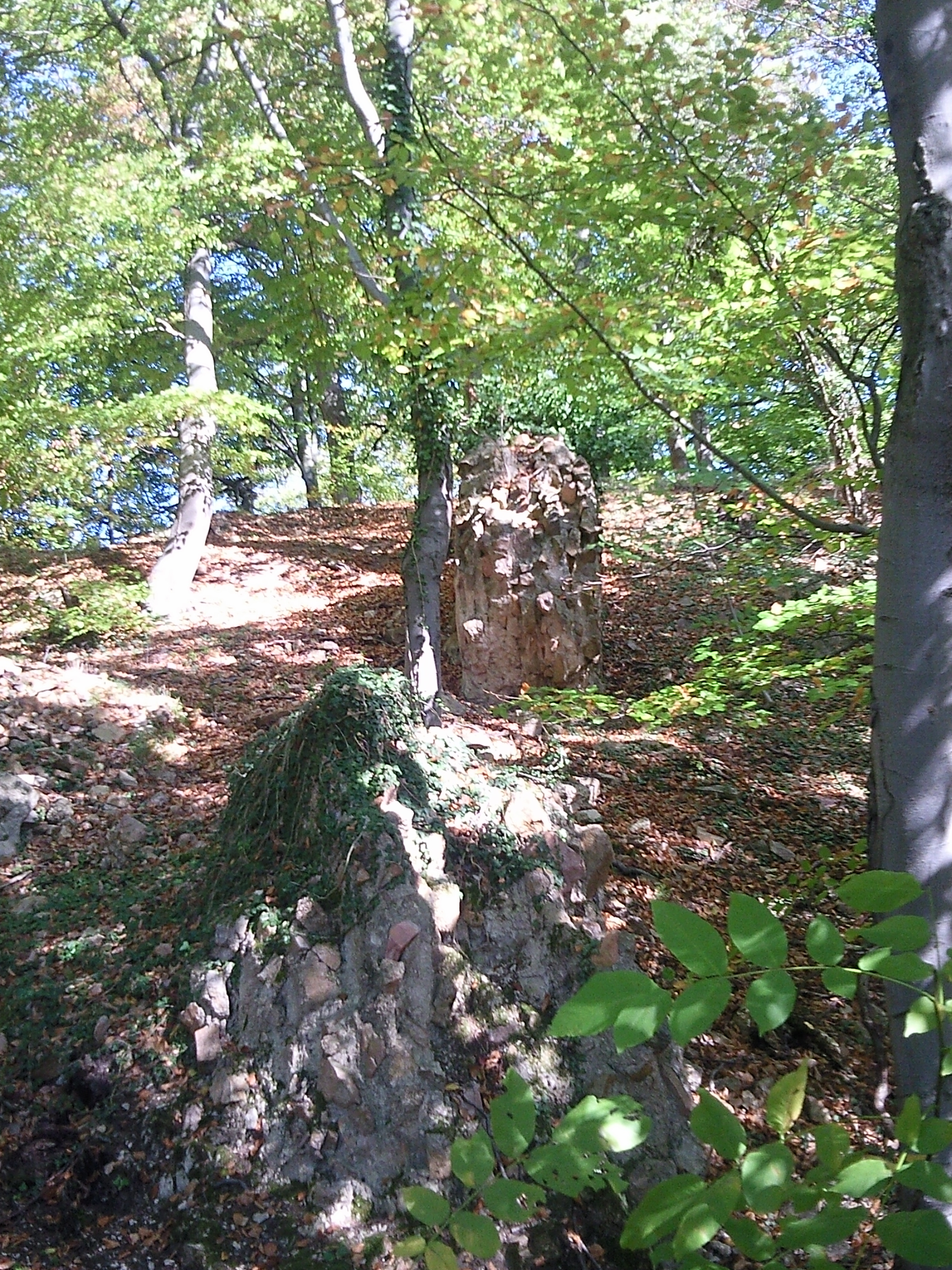
Burgruine Jossa
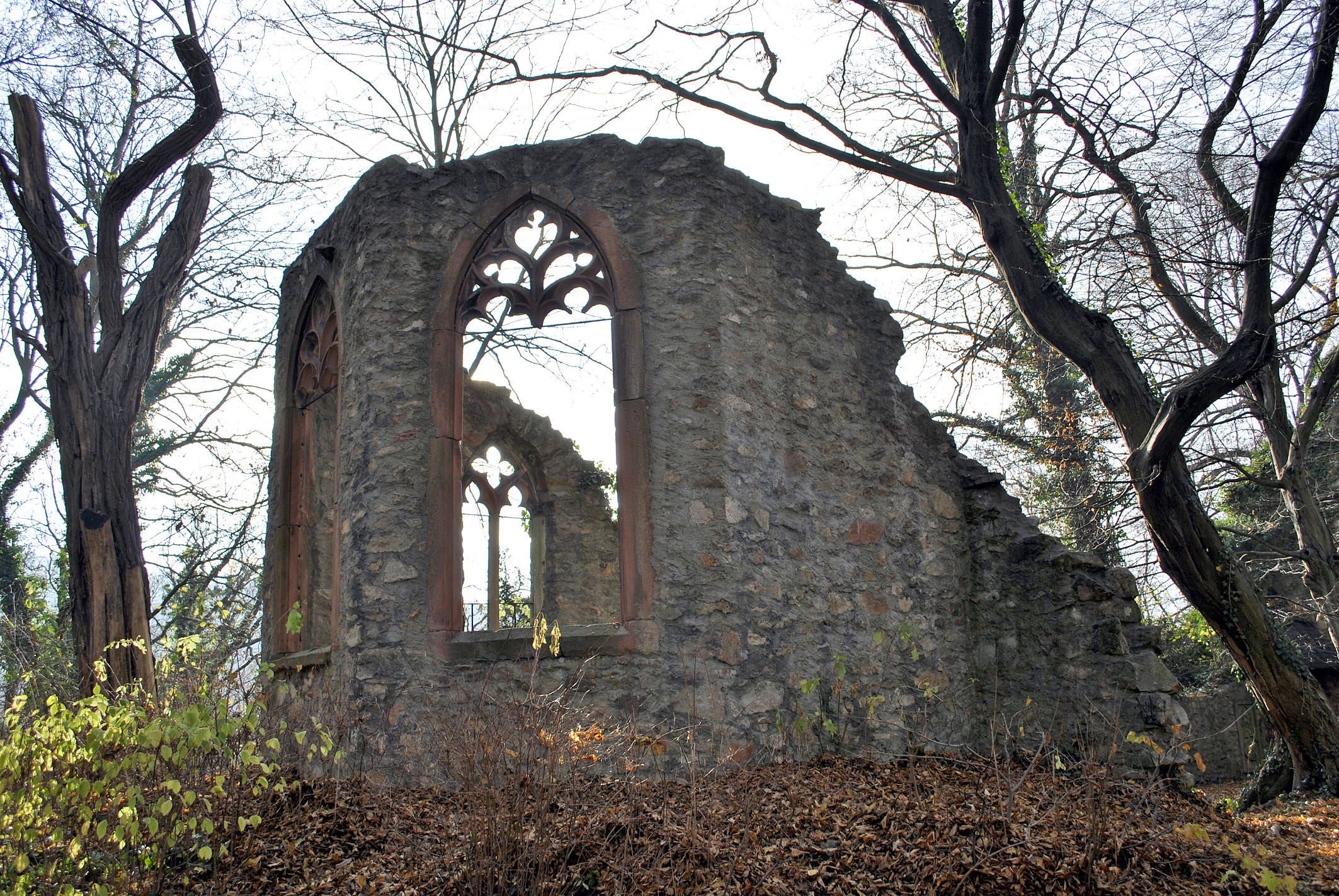
Klosterruine Heiligenberg
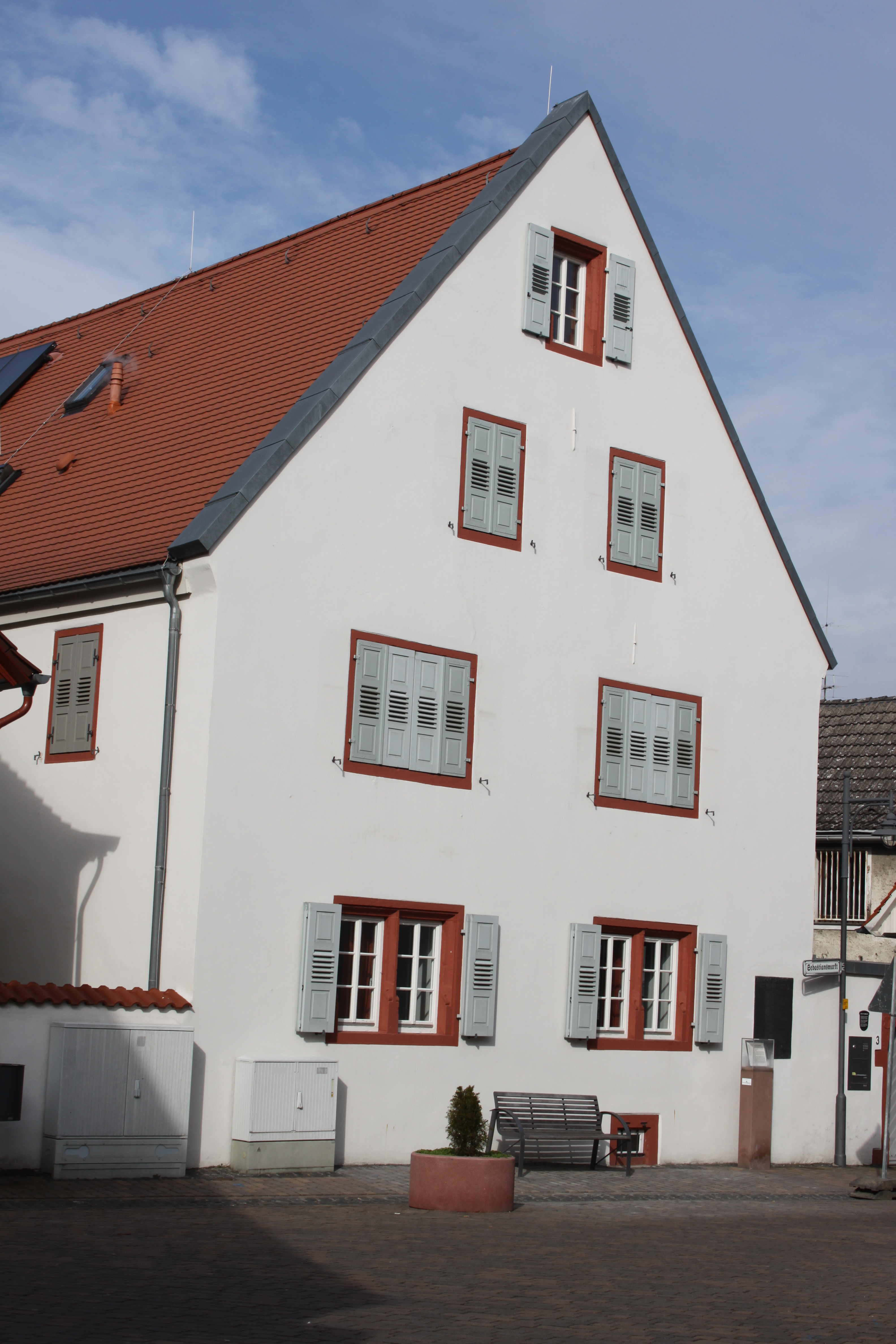
Altes Pfarrhaus in Seeheim
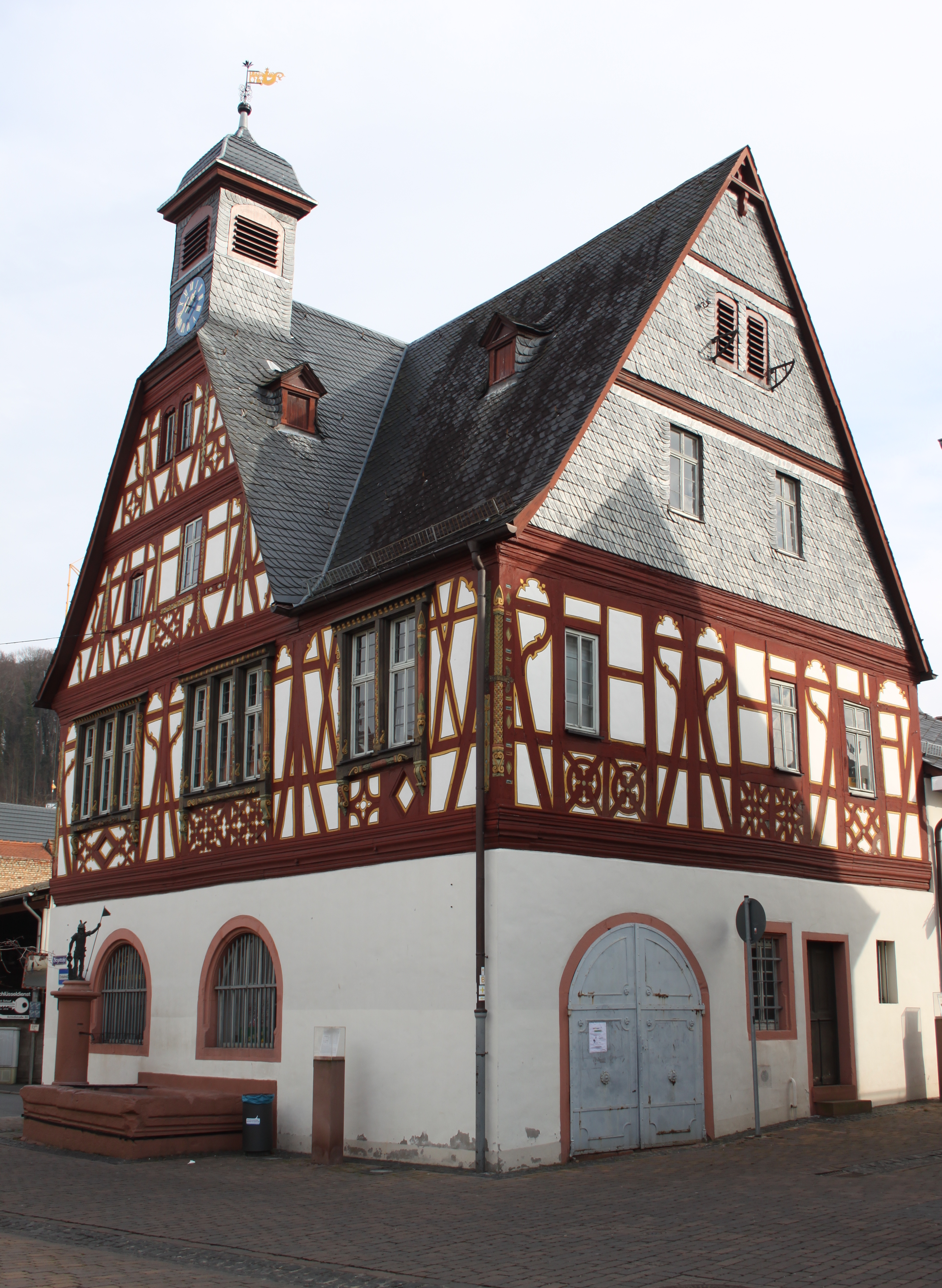
Altes Rathaus in Seeheim
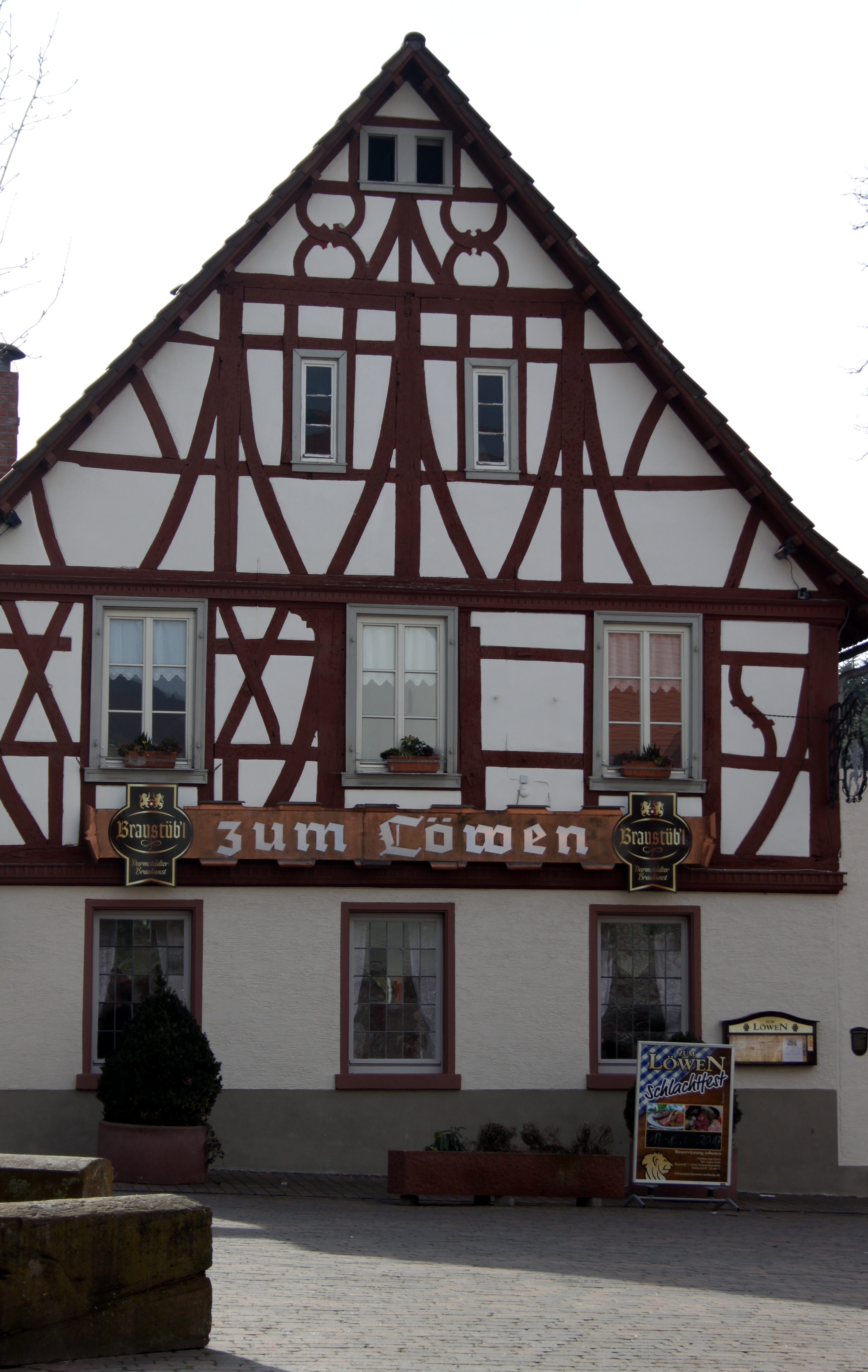
Gasthaus Zum Löwen in Seeheim

### Natur und Schutzgebiete
Nördlich von Seeheim liegt in den Gemarkungen Seeheim-Jugenheim und Pfungstadt eine Teilfläche des Naturschutzgebiets Kalksandkiefernwald bei Bickenbach, Pfungstadt und Seeheim-Jugenheim. In dem lichten Kiefernwald wachsen zahlreiche seltene Pflanzenarten. Als FFH-Gebiet und flächenhaftes Naturdenkmal sind die Sand- und Steppenrasen der Seeheimer Düne in der Gemarkung Seeheim geschützt. Die Dünen „Neben Schenkenäcker“ zwischen Seeheim und Jugenheim und „Oberste und unterste Röder nördlich Seeheim“ sind ebenfalls FFH-Gebiete. Ein weiteres Naturdenkmal ist die Sanddünenflora bei Seeheim.
In den Gemarkungen Balkhausen, Jugenheim, Ober-Beerbach und Seeheim stehen große Waldgebiete als FFH-Gebiet „Kniebrecht, Melibocus und Orbishöhe bei Seeheim-Jugenheim, Alsbach und Zwingenberg“ unter Schutz.
In der Gemarkung von Ober-Beerbach liegen die Feuchtwiesen des Naturschutzgebiets Fuchswiese bei Stettbach.

### Parks
- Der Ursprung von Goldschmidts Park geht zurück auf das Jahr 1870. Seit dieser Zeit ist das Areal in wechselndem Privatbesitz. Die Gestaltung des Parks begann ca. 1880 unter dem Wormser Lederfabrikanten Friedrich Wilhelm von Schoen, nachdem dieser für die Bewässerung der Anlage gesorgt hatte. Federführend waren die bekannten Architekten Gabriel von Seidl in München und 1903/1904 Fritz Schumacher in Dresden. Von 1913 bis 1969 waren der Industrielle Karl Goldschmidt aus Essen (Mitinhaber der Th. Goldschmidt AG) und seine Erben Eigentümer. Heute ist das Gelände Eigentum der Gemeinde und der Öffentlichkeit zugänglich. Die Gartenarchitektur im Park ist sehenswert.

### Kultur

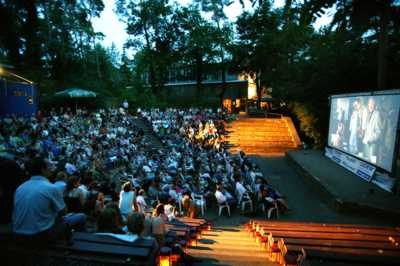
Die Freilichtbühne Seeheim-Jugenheim abends während einer Open-Air-Kino-Vorstellung

- Freilichtbühne Seeheim-Jugenheim
Die Freilichtbühne Seeheim-Jugenheim, ein denkmalgeschütztes Amphitheater, liegt reizvoll mitten im Wald auf dem parkähnlichen Gelände des Schuldorf Bergstraße. Die Freilichtbühne ist Veranstaltungsort des Filmseher Open-Air-Kinos inklusive hochklassiger Kulturveranstaltungen mit jährlich über 10.000 Besuchern.
- Stau in Seeheim-Jugenheim
Eine Skulptur von Peter Lenk am Schulpädche mit mehreren Figuren, die in den Himmel schauen.
- Seeheim-Jugenheimer Kulturtage
Jährlich im Mai gibt es die Seeheim-Jugenheimer Kulturtage. Es finden kulturelle Veranstaltungen wie Vorträge, Märkte, Konzerte und Theatervorstellungen statt.

### Radiosender
Das lokale Veranstaltungsradio Antenne Bergstraße sendet aus Seeheim-Jugenheim.

### Sport
In Gedenken an Christian Stock, den ersten Ministerpräsidenten des Landes Hessen, erhielt die größte Sportstätte der Gemeinde ihren Namen. Das Christian-Stock-Stadion liegt in der Nähe des Schuldorfes Bergstraße. Neben einem Rasenfeld mit sechsspuriger Tartanbahn und großzügiger Leichtathletik-Ausstattung verfügt es über ein Outdoor-Basketballfeld, eine Rollschnelllauf-Übungsanlage und einen gesonderten Übungsplatz. Auch haben Sportvereine der Gemeinde Seeheim-Jugenheim in den Versorgungsbauten ihre Heimstätte eingerichtet. Über die Sommermonate ist das Stadion für Jedermannsport ohne Vereinsbindung geöffnet. Die weiteren Entwicklungen des Christian-Stock-Stadions, das sowohl von den Leistungssportlern des Schuldorfes als auch für den allgemeinen Schulsport genutzt wird, werden sich eng an der Realisierung der neuen 3-Felder-Großsporthalle des Kreises Darmstadt-Dieburg orientieren, die in der näheren Nachbarschaft der Sportstätte geplant ist. Die Sport- und Kulturhalle Seeheim bietet sportliche Anreize, unter anderem einen Schießstand in den Kellerräumen mit 10 m, 25 m und 50 m Schießbahnen für Sportschützen.

## Wirtschaft und Infrastruktur

### Flächennutzung
Das Gemeindegebiet umfasst eine Gesamtfläche von 2800 Hektar, davon entfallen in ha auf:
| Nutzungsart             | Nutzungsart             | 2011 | 2015 |
| ----------------------- | ----------------------- | ---- | ---- |
| Gebäude- und Freifläche | Gebäude- und Freifläche | 356  | 357  |
| davon                   | Wohnen                  | 277  | 279  |
|                         | Gewerbe                 | 7    | 7    |
| Betriebsfläche          | Betriebsfläche          | 3    | 3    |
| davon                   | Abbauland               | 0    | 0    |
| Erholungsfläche         | Erholungsfläche         | 37   | 37   |
| davon                   | Grünanlage              | 26   | 26   |
| Verkehrsfläche          | Verkehrsfläche          | 178  | 178  |
| Landwirtschaftsfläche   | Landwirtschaftsfläche   | 803  | 802  |
| davon                   | Moor                    | 0    | 0    |
|                         | Heide                   | 0    | 0    |
| Waldfläche              | Waldfläche              | 1398 | 1397 |
| Wasserfläche            | Wasserfläche            | 14   | 14   |
| Sonstige Nutzung        | Sonstige Nutzung        | 12   | 12   |

### Verkehr
Seeheim-Jugenheim liegt an der Bundesautobahn 5 und der Bundesstraße 3, an der Bahnstrecke Frankfurt am Main–Heidelberg (nächster Bahnhof ist Bickenbach) und ist durch die Straßenbahnlinien 6 und 8 mit Darmstadt und Alsbach-Hähnlein verbunden. Die Buslinien BE 1 und BE 3 verbinden Seeheim-Jugenheim mit Bickenbach, Alsbach-Hähnlein und Eberstadt und erschließen die Ortsteile. Nachts fährt die Linie 8N.
Bis 1961 verfügten Seeheim und Jugenheim beide über einen Bahnhof an der einstigen Nebenbahnstrecke Bickenbach–Seeheim, die in der zweiten Hälfte des 19. Jahrhunderts geschaffen wurde, um der großherzoglichen Familie die Anreise zu ihrer Sommerresidenz in Seeheim zu erleichtern. Auch der zunehmende Fremdenverkehr im Luftkurort Jugenheim spielte eine Rolle bei der Gleislegung.

### Ansässige Unternehmen
Die Deutsche Lufthansa AG betreibt in Seeheim-Jugenheim ihr Bildungszentrum Lufthansa Seeheim GmbH, das oberhalb des Ortskerns von Seeheim liegt. Es wurde im Frühjahr 2009 als modernes Tagungshotel nach einem umfassenden Neubau wieder eröffnet.
Die deutsche Vertretung von John Paul Mitchell Systems, die Wild Beauty GmbH, ist in Seeheim-Jugenheim ansässig.

## Persönlichkeiten

### Söhne und Töchter der Gemeinde
- Friedrich August von Lichtenberg (1755–1819), Jurist und Regierungschef des Großherzogtums Hessen
- Georg Gottlieb Schmidt (1768–1837), Mathematik- und Physik-Professor in Gießen
- Hans-Joachim Heist (* 1949), Schauspieler
- Uwe Scholz (1958–2004), Choreograf
- Matthias Kollatz (* 1957), Physiker, Volkswirt, SPD-Politiker, Berliner Finanzsenator (2014–2021)
- Georg-Christof Bertsch (* 1959), Designberater und Honorarprofessor in Offenbach
- Eberhard Schmidt (* 1960), Verfahrenstechniker, Hochschullehrer
- Clemens Frank (* 1961), Flossenschwimmer und Streckentaucher
- Stefan Rebenich (* 1961), Althistoriker
- Hermann Ritter (* 1965), Science-Fiction-Autor
- Birgit Emich (* 1967), Frühneuzeit-Historikerin
- Gabriele Britz (* 1968), Richterin des Bundesverfassungsgerichts
- Jürgen Walter (* 1968), Jurist und Politiker
- Elke Rössler (* 1968), Drehbuchautorin
- Christian Alvart (* 1974), Regisseur und Drehbuchautor
- Thorsten „Torsun“ Burkhardt (1974–2023), Sänger der Electropunk-Band Egotronic
- Lars-Christian Karde (* 1975), Rundfunk- und Fernsehmoderator
- Mark Taubert (* 1975), Medizinprofessor
- Christina Hopfe (* 1976), Bauingenieurin und Professorin
- Sascha Karabey (* 1978), Profitänzer
- Eva Meckbach (* 1981), Schauspielerin
- Lena Hach (* 1982), Schriftstellerin
- Jonas Zipf (* 1982), Regisseur, Publizist, Kulturpolitiker
- Hannes Volk (* 1984), Handballspieler
- Mathias Renneisen (* 1986), Schauspieler
- Kristian Kuhn (* 1987), Basketballspieler
- Robin Benzing (* 1989), Basketballspieler
- Maximilian Schimmel (* 1989), Politiker (CDU)
- Sebastian Rode (* 1990), Fußballspieler
- Kai Feldmann (* 1993), Handballspieler

### Weitere Persönlichkeiten, die mit der Gemeinde in Verbindung stehen
- Georg Christoph Lichtenberg (1742–1799), Schriftsteller und Professor für Experimentalphysik; verbrachte 1752 und 1756 in Seeheim in der Villastr. 2, altes Amtshaus, unbeschwerte Sommertage bei seinem älteren Bruder Christoph Gottlieb und dessen Frau Sophie Dorothea (er schrieb in einem Brief: „Die angenehmsten Tage meines Lebens waren die, die ich zu Seeheim in ihrer Gesellschaft und unter der mütterlichen Vorsorge verlebt habe, womit sie meine jugendlichen Vergnügungen, so wenig sie auch selbst Theil daran nehmen konnte, immer veranlaßte und unterstützte, …“)
- Gräfin Julia Hauke (1825–1895), Stammmutter der Häuser Battenberg und Mountbatten
- Ernst Pauer (1826–1905)
- Henny Koch (1854–1925), Schriftstellerin
- Wilhelm Bornemann (1858–1946), evangelischer Theologe und Kirchenlieddichter
- Helene Christaller (1872–1953), Schriftstellerin
- Daniel Greiner (1872–1943), Maler, Bildhauer, Medailleur und Kunstschriftsteller (Dr., 1896 Univ. Gießen, über Kant)
- Ludwig Habich (1872–1949), Bildhauer
- Georg Bernhard Liebig (1873–1937), meist nur Bernhard Liebig, Maler; Schüler der Berliner Kunstakademie, später ansässig in Frankfurt am Main, verbrachte in der Pension im alten Amtshaus seine Sommerfrische um 1928–1933
- Roland Anheisser (1877–1949), Künstler, Maler, Schriftsteller, wohnte von 1918 bis zu seinem Tod 1949 in der Lindenstraße in Jugenheim
- Georg Kaiser (1878–1945), Dramaturg und Autor
- Heidy Stangenberg-Merck (1922–2014), Malerin
- Christian Stock (1884–1967), Politiker (SPD) und erster Ministerpräsident von Hessen
- Dagmar Imgart (1896–1980), Agentin der Gestapo; lieferte den Kaufmann-Will-Kreis und Pater Max Josef Metzger dem Volksgerichtshof aus
- Heinrich Bartmann (1898–1982), Architekt und Hochschullehrer
- Ernst H. Albrecht (1906–1982), Filmarchitekt
- Kilian Riedhof (* 1971), Filmregisseur und Drehbuchautor
- Ricardo Villalobos (* 1970), Elektro-Musiker/DJ
- Max von Pauer (1866–1945), Pianist
- Ernst Theodor Mohl (1928–2021), Wirtschafts- und Sozialwissenschaftler und Hochschullehrer